# وودوارد فیلد (فرودگاه)
فرودگاه) وودوارد فیلد (به انگلیسی: Woodward Field (airport)) (به زبان بومی: Kershaw County Airport) یک فرودگاه همگانی باربری با کد یاتا CDN است که یک باند فرود آسفالت دارد و طول باند آن ۱۵۲۴ متر است. این فرودگاه در کشور ایالات متحده آمریکا قرار دارد و در ارتفاع ۹۲ متری از سطح دریا واقع شده است.